# Північна Знаменка
Північна Зна́менка (рос. Северная Знаменка) — село у складі Нерчинського району Забайкальського краю, Росія. Входить до складу Знаменського сільського поселення.

## Історія
Село було утворено 2013 року шляхом виділення зі складу села Знаменка.